# عائق
العائق أو العايق أو الدلفنيون (باللاتينية: Delphinium) جنس نباتي ينتمي إلى الفصيلة الحوذانية. يضم حوالي 300 نوع.

## الوصف النباتي
أنواع العائق أعشاب حولية أو معمرة، يتراوح ارتفاعها بين 30 و80 سم. ساقها قائمة، ونادراً متفرعة، والأوراق متناوبة مقسمة غالباً إلى عدد من الأجزاء، والنورة عنقودية (عذقة)، تحمل عدداً من الأزهار الجميلة، والكأسيات بتلية الشكل تستطيل العلوية منها لتشكل مهمازاً أجوفاً، والبتلات أصغر من الكأسيات، والثمرة جرابية (بالإنجليزية: Follicle)‏، والبذور صغيرة سوداء اللون غالباً. بعض أنواع هذا الجنس من شديدة السمية.

## البيئة والانتشار
يوجد في المشرق العربي عدد من الأنواع أهمها العائق الغريب أو العائق رجل البطة (باللاتينية: Delphinium peregrinum) والعائق الطابوري (باللاتينية: Delphinium ithaburense Boiss).

## من أنواعه
- العائق الأخضر (باللاتينية: Delphinium viride)
- العائق الأرجواني (باللاتينية: Delphinium purpusii)
- العائق الأصفر (باللاتينية: Delphinium luteum)
- العائق الألابامي (باللاتينية: Delphinium alabamicum)
- العائق الأنديزي (باللاتينية: Delphinium andesicola)
- العائق البيكري (باللاتينية: Delphinium bakeri)
- العائق الجميل (باللاتينية: Delphinium formosum)
- العائق الخلاب (باللاتينية: Delphinium speciosum)
- العائق ذو البتلة الرقيقة (باللاتينية: Delphinium lineapetalum)
- العائق ذو السنبلتين (باللاتينية: Delphinium distichum)
- العائق ذو اللونين (باللاتينية: Delphinium dicolor)
- العائق الرمادي (باللاتينية: Delphinium glaucum)
- العائق السليم (باللاتينية: Delphinium gracilentum)
- العائق شبه الملتحي (باللاتينية: Delphinium semibarbatum)
- العائق الصلب (باللاتينية: Delphinium robustum)
- العائق الطابوري (باللاتينية: Delphinium ithaburense Boiss)
- العائق الطحلبي (باللاتينية: Delphinium muscosum)
- العائق عاري الجذع (باللاتينية: Delphinium nudicaule)
- العائق العالي (باللاتينية: Delphinium altissimum)
- العائق الغربي (باللاتينية: Delphinium hesperium)
- العائق الغريب (باللاتينية: Delphinium peregrinum L)
- العائق الكاروليني (باللاتينية: Delphinium carolinianum)
- العائق الكاليفورني (باللاتينية: Delphinium californicum)
- العائق كبير الأزهار (باللاتينية: Delphinium grandiflorum)
- العائق الكشميري (باللاتينية: Delphinium cashmerianum)
- العائق الماديري (باللاتينية: Delphinium madrense)
- العائق المتفرع (باللاتينية: Delphinium ramosum)
- العائق المزين (باللاتينية: Delphinium decorum)
- العائق المشقوق (باللاتينية: Delphinium fissum)
- العائق المكتشف (باللاتينية: Delphinium denudatum)
- العائق المنحني (باللاتينية: Delphinium recurvatum)
- العائق النيومكسيكي (باللاتينية: Delphinium novomexicanum)
- العائق الهجين (باللاتينية: Delphinium hybridum)